# Walterio Meyer Rusca
Walterio Meyer Rusca, como se llamaba en Chile por ser su apellido paterno Meyer y el materno Rusca, o Walter Leo Meyer, como era su nombre oficial en Suiza, su país natal (Zúrich, Suiza, 11 de abril de 1882 – Osorno, Chile, 14 de enero de 1969), fue un ingeniero civil de origen suizo establecido en Chile, promotor de la Región de Los Lagos, autor de diversos libros de divulgación, agricultor y vicecónsul ad honorem de Suiza.

## Origen y actividad profesional
Walterio Meyer Rusca, ciudadano de Winkel y a partir de 1886 también de Zúrich, fue el tercero de los ocho hijos de Johannes (Jean) Meyer y su esposa Emilia Rusca. Se recibió de ingeniero civil por la Escuela Politécnica Federal de Zúrich, iniciando su carrera profesional en la firma Locher & Cie., donde durante dos años se encargó de los cálculos previos a la construcción del túnel transalpino del Simplon. Pasó luego a trabajar en Philipp Hofmann, una firma alemana que a la sazón estaba construyendo en Chile el tramo del ferrocarril longitudinal entre Los Vilos y Copiapó y el ramal de Hualañé a Llico (cf. el artículo Historia del ferrocarril en Chile).
En 1909, cuando se iniciaba la construcción del último tramo del longitudinal entre Osorno y Puerto Montt, Meyer se establece en Chile, empieza a trabajar en la Dirección de Obras Públicas y dirige hasta 1913 la construcción del tramo Sagllúe – Los Pellines. Al mismo tiempo trabaja como tasador de la Caja de Crédito Hipotecario e instituciones semejante. En los años 20, junto con su hermano el arquitecto Hermann Meyer (1892–1987), también emigrado a Chile, establece una oficina de ingeniería y arquitectura. Durante cuatro años se encarga de medir los predios agrícolas del Sur de Chile de acuerdo a lo exigido por la Ley de la Propiedad Austral, y contratado por la ciudad de Osorno, trabaja durante diez años como agrimensor.
En 1921 contrae matrimonio con Paula Eggers Schott (1898–2002), descendiente de una estimada familia germano-chilena, que aporta al matrimonio el fundo Mulpulmo, situado al oriente de Osorno.

## Actividad no profesional

Walterio y Paula Meyer Rusca, un hijo y una vecina en 1940.

### Actividades sociales y científicas
Junto a sus actividades profesionales, Walterio Meyer fue un promotor incansable de su segunda patria, Osorno, y de la Región de los Lagos. Fue fundador y presidente del Club Andino de Osorno, y fundador y presidente del Comité Pro Adelanto de Osorno, cuyo objetivo era fomentar el progreso de la ciudad.
Entre sus obras de trascendencia está la fundación y construcción del primer Hogar de Ancianos de Osorno, y el aprovechamiento de las aguas termales del Parque nacional Puyehue para la creación de baños termales asequibles a amplios sectores de la población, las Termas de Aguas Calientes. Aquí hizo construir una piscina cubierta y un pequeño conjunto de sencillas casas de vacaciones. Fue, además, iniciante de la plantación de la antigua Plaza Matthei (hoy Plaza Suiza), que fue obsequiada a la ciudad de Osorno por la colonia suiza con motivo de los 400 años de su fundación. Otra iniciativa suya fue la fundación y organización del Concurso de Huertos Obreros. Por su parte, su esposa Paula Eggers presidió por muchos años la Cruz Roja de Osorno.
Como Vicecónsul ad honorem de Suiza en las provincias australes desde 1941 a 1953, Meyer fue durante años anfitrión y punto de referencia tanto para los suizos residentes en Chile como para los viajeros suizos. En los veranos hizo de guía a muchos geólogos, botánicos y otros visitantes interesados en conocer los alrededores de Osorno y la llamada «Suiza Chilena». Uno de ellos fue el geólogo suizo Arnold Heim, cuyas fotografías de Chile han sido puestas en línea por Archivo Fotográfico de la Escuela Politécnica Federal de Zúrich.
Además de cultivar sus hobbys, la flora y la geología, Meyer se dedicó al estudio del habla regional del Sur de Chile, interesándose especialmente por lo toponímicos autóctonos, que las más de las veces hacen referencia a las características geológicas del lugar. En parte en colaboración con el capuchino Ernesto Wilhelm de Moesbach escribió tres obras lexicográficas: la primera es un índice de palabras y expresiones del lenguaje popular del sur de Chile; la segunda, reeditada varias veces, es un estudio de los patronímicos de los indígenas huilliche, y la tercera, también con varias reediciones, es un diccionario de los toponímicos indígenas del llamado «pequeño Sur» de Chile.

### Publicaciones (Selección)

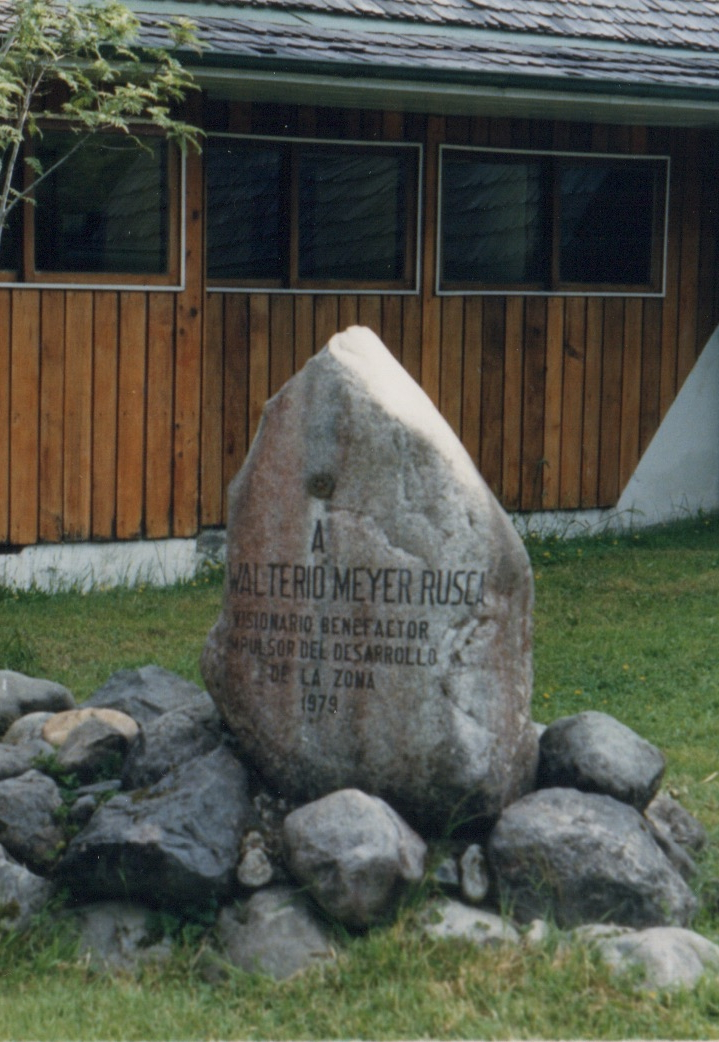
Monumento a Walterio Meyer Rusca en las Termas de Aguas Calientes en el Parque nacional Puyehue

Las principales publicaciones de Meyer según su propia opinión son:
- Con ojos abiertos sobre las tres Américas. Diario de viaje. Padre Las Casas 1946.
- Die Chilenische Schweiz. Santiago de Chile 1950.
- El hombre y la tierra. Padre Las Casas 1950, 2.ª edición id. 1952.
- Voces indígenas del lenguaje popular sureño. 550 chilenismos. Padre Las Casas 1951, 2.ª edición ib. 1952.
- (En colaboración con Ernesto Wilhelm de Moesbach:) Los huilliches a través de sus apellidos. Estudio etimológico de los patronímicos aborígenes sureños. Osorno 1952, 5.ª edición Santiago 1988.
- (En colaboración con Ernesto Wilhelm de Moesbach:) Diccionario geográfico-etimológico indígena de las Provincias Valdivia, Osorno y Llanquihue. Padre Las Casas 1955, 6.ª edición Santiago de Chile 1982.
- Cómo un suizo ve Chile. Padre Las Casas 1960.

## Homenajes
En 1956, Walterio Meyer fue nombrado miembro correspondiente de la Academia Chilena de Ciencias Naturales, y en 1959, el Gobierno de Chile, en reconocimiento a «su obra pública, social y científica», lo condecoró con la Medalla Bernardo O’Higgins de Primera Clase.
En Rahue, Osorno, la Calle Walterio Meyer lleva su nombre y la Escuela Walterio Meyer Rusca, ubicada entre Osorno y Puyehue, honra su memoria.

## Fotografías
Todas las fotografías de Arnold Heim (Archivo Fotográfico de la Escuela Politécnica Federal de Zúrich):
- Walterio Meyer en su fundo.
- Las casas de Mulpulmo.
- Walterio y Paula Meyer.